# Harrison (Georgia)
Harrison – miasto w Stanach Zjednoczonych, w stanie Georgia, w hrabstwie Washington.